# Села та селища Севастопольської міської ради
З 7 вересня 2023 року території Інкерманської міської ради, Качинської селищної ради і сільських рад, підпорядкованих Севастопольській міській раді передані до складу Бахчисарайського району Автономної Республіки Крим.
На території Севастопольської міської ради нараховувалося 29 населених пунктів сільського типу, з них: 28 сіл та 1 селище (Сонячний). Найбільшим селом, відповідно до кількости жителів, було Верхньосадове — 2436 мешканців, найменшим — Колхозне, де нараховується 9 жителів. З 15 квітня 2014 року Україна офіційно тимчасово не контролює ці населені пункти через окупацію Автономної Республіки Крим.
| Село           | Район / рада  | Громада / рада                 | Код КОАТУУ | Населення, осіб | Площа, км² | Поштовий індекс |
| -------------- | ------------- | ------------------------------ | ---------- | --------------- | ---------- | --------------- |
| Андріївка      | Нахімовський  | Андріївська сільська рада      | 8536990201 | 1702            | 1,55       | 99813           |
| Верхньосадове  | Нахімовський  | Верхньосадівська сільська рада | 8536990501 | 2436            | 2,485      | 99802           |
| Вишневе        | Нахімовський  | Качинська селищна рада         | 8536965301 | 775             | 0,69       | 99814           |
| Гончарне       | Балаклавський | Орлинівська сільська рада      | 8536390703 | 644             | 0,86       | 99811           |
| Дальнє         | Нахімовський  | Верхньосадівська сільська рада | 8536990503 | 517             | 0,202      | 99049           |
| Камишли        | Нахімовський  | Верхньосадівська сільська рада | 8536990504 | 36              | 0,181      | 99049           |
| Кизилове       | Балаклавський | Орлинівська сільська рада      | 8536390705 | 33              | 5          | 99805           |
| Колхозне       | Балаклавський | Орлинівська сільська рада      | 8536390707 | 9               |            | 99810           |
| Новобобрівське | Балаклавський | Орлинівська сільська рада      | 8536390709 | 296             | 0,41       | 99806           |
| Озерне         | Балаклавський | Орлинівська сільська рада      | 8536390711 | 181             |            | 99809           |
| Орлине         | Балаклавський | Орлинівська сільська рада      | 8536390701 | 1951            | 2,16       | 99805           |
| Орлівка        | Нахімовський  | Качинська селищна рада         | 8536965301 | 775             | 0,69       | 99814           |
| Осипенко       | Нахімовський  | Качинська селищна рада         | 8536965305 | 583             | 0,988      | 99814           |
| Павлівка       | Балаклавський | Орлинівська сільська рада      | 8536390713 | 427             |            | 99805           |
| Передове       | Балаклавський | Орлинівська сільська рада      | 8536390715 | 668             | 1,12       | 99806           |
| Пироговка      | Нахімовський  | Верхньосадівська сільська рада | 8536990505 | 331             | 0,342      | 99802           |
| Підгірне       | Балаклавський | Орлинівська сільська рада      | 8536390717 | 62              |            | 99810           |
| Поворотне      | Нахімовський  | Верхньосадівська сільська рада | 8536990507 | 232             | 0,094      | 99026           |
| Полюшко        | Нахімовський  | Качинська селищна рада         | 8536965307 | 1595            | 1,356      | 99814           |
| Резервне       | Балаклавський | Орлинівська сільська рада      | 8536390719 | 134             | 0,38       | 99811           |
| Рідне          | Балаклавський | Тернівська сільська рада       | 8536391503 | 761             | 1,03       | 99717           |
| Родниківське   | Балаклавський | Орлинівська сільська рада      | 8536390721 | 515             |            | 99810           |
| Розсошанка     | Балаклавський | Орлинівська сільська рада      | 8536390723 | 122             |            | 99810           |
| Сонячний       | Нахімовський  | Андріївська сільська рада      | 8536990203 | 1740            | 1,19       | 99815           |
| Тернівка       | Балаклавський | Тернівська сільська рада       | 8536391501 | 1986            | 1,03       | 99716           |
| Тилове         | Балаклавський | Орлинівська сільська рада      | 8536390725 | 652             | 0,63       | 99805           |
| Фронтове       | Нахімовський  | Верхньосадівська сільська рада | 8536990509 | 997             | 0,715      | 99802           |
| Фруктове       | Нахімовський  | Верхньосадівська сільська рада | 8536990511 | 502             | 0,263      | 99026           |
| Широке         | Балаклавський | Орлинівська сільська рада      | 8536390727 | 636             | 0,63       | 99809           |